# جون وايت (سياسي كندي، مواليد 1925)
جون وايت هو سياسي كندي، ولد في 16 أغسطس 1925 في شيكاغو في الولايات المتحدة، وتوفي في 5 سبتمبر 1996 في لندن في كندا. نشط حزبياً في حزب أونتاريو المحافظ التقدمي. وقد انتخب عضو برلمان مقاطعة أونتاريو (1959 – 1975).